# Afrodisíac
Un afrodisíac és una substància que augmenta el desig sexual, l'atracció sexual, el plaer sexual o el comportament sexual. Les substàncies van des d'una varietat de plantes, espècies, aliments i productes químics sintètics. Per tant, es poden classificar per les seves propietats químiques (és a dir, substàncies que són naturals i no naturals). Els afrodisíacs naturals com l'alcohol es classifiquen a més en substàncies vegetals i no vegetals. Els afrodisíacs no naturals com l'èxtasi o la metamfetamina es classifiquen com aquells que es fabriquen per imitar una substància natural. Els afrodisíacs també es poden classificar pel seu tipus d'efectes (és a dir, psicològics o fisiològics). Els afrodisíacs que contenen propietats al·lucinògenes com el gripau Bufo tenen efectes psicològics en una persona que poden augmentar el desig sexual i el plaer sexual. Els afrodisíacs que contenen propietats relaxants del múscul llis com la iohimbina tenen efectes fisiològics en una persona que poden afectar els nivells hormonals i augmentar el flux sanguini.

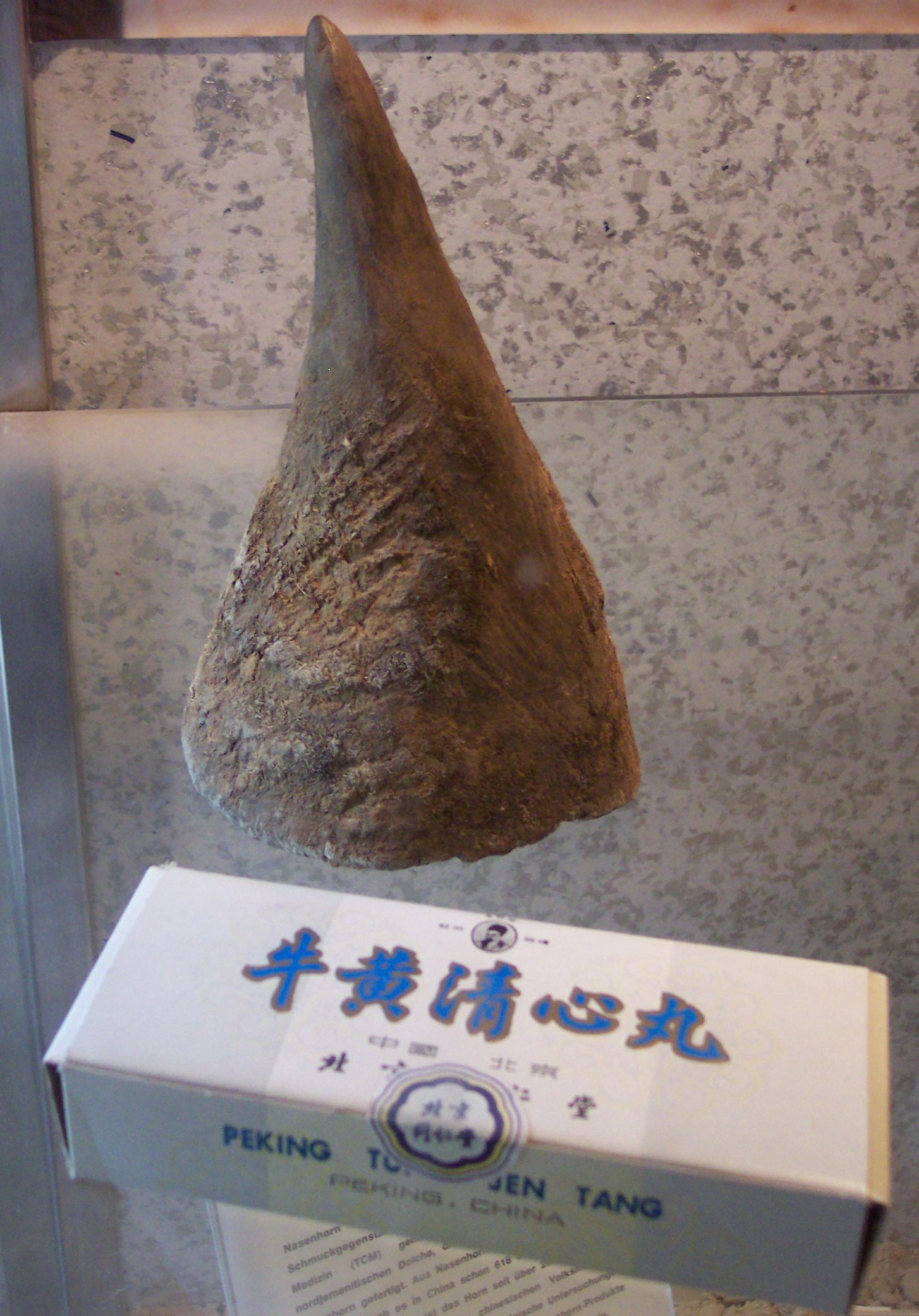
Banya de Rinoceront considerat pels asiàtics com un afrodisíac.

Les substàncies que només afecten el comportament d'una persona són susceptibles a l'efecte placebo. És habitual veure l'efecte placebo en el debat sobre per què funcionen els afrodisíacs; els que defensen l'efecte placebo diuen que els individus volen creure en l'eficàcia de la substància. Altres substàncies que impedeixen les zones que afrodisíacs pretenen millorar es classifiquen com a anafrodisíacs.
Les ostres i el marisc, el xampany i altres begudes alcohòliques, els espàrrecs, les pastanagues, l'api, la canyella, les avellanes, la mel, els ous, els claus d'olor, les figues, les tòfones, la xocolata, la regalèssia, la vitamina E, els perfums, la xufa, són, entre moltes d'altres, algunes de les substàncies amb suposats efectes afrodisíacs.
Pels seus efectes irritants, amb la possibilitat d'induir priapisme, la cantàrida s'ha utilitzat com a estimulant de la sexualitat masculina.
En realitat mai no s'ha demostrat que existeixi cap substància que augmentés pel desig sexual però n'hi ha descrits molts en la imagineria popular i en diverses tradicions.